# HEV
As células HEV (do inglês: High Endothelial Venules) correspondem a espessamentos na parede de veias pós-capilares responsáveis por fazer a passagem dos linfócitos circulantes na corrente sanguínea para dentro dos linfonodos.